# Очікування «Голіафа»
«Очікування „Голіафа“» (англ. Goliath Awaits) — американський телевізійний фільм 1981 року.

## Сюжет
Океанограф Пітер Кабот має намір врятувати цінні скарби з океанського лайнера «Голіаф», який був потоплений німецьким підводним човном під час Другої світової війни. Спустившись в океанські глибини, Кабот дивиться в один з ілюмінаторів «Голіафа» і бачить там живу дівчину. Виявляється, що частина корпусу судна залишилася герметичною, і деякі з пасажирів і членів екіпажу вижили. У замкнутому світі корабля вони побудували своє співтовариство. Готується грандіозна рятувальна операція, але рятувальний загін стикається з небажанням деяких пасажирів повертатися на поверхню.

## У ролях
| Актор          | Роль                      |
| -------------- | ------------------------- |
| Марк Гармон    | Пітер Кабот               |
| Крістофер Лі   | Джон Маккензі             |
| Едді Альберт   | адмірал Вайлі Слоан       |
| Джон Керрадайн | Рональд Бентлі            |
| Алекс Корд     | доктор Сем Марлоу         |
| Роберт Форстер | командер Джефф Селкірк    |
| Френк Горшін   | Ден Вескер                |
| Джин Марш      | доктор Голдман            |
| Джон Макінтайр | сенатор Олівер Бартолом'ю |
| Жанетт Нолан   | місіс Бартолом'ю          |